# Храм Сергия Радонежского (Тула)
Храм Сергия Радонежского — православный храм в Зареченском районе Тулы. Памятник истории и архитектуры, объект культурного наследия народов России регионального значения.

## История

### Строительство
На заседании Тульской городской Думы 1 октября 1891 года городской голова Ф. Г. фон Гилленшмидт доложил, что к нему поступило заявление архиепископа Херсонского и Одесского высокопреосвященного Сергия, в котором он ходатайствует об уступке ему безвозмездно в пожизненное владение участка городской земли близ Московской заставы. На этой земле он обязуется выстроить каменное жилое здание и в нём первоначально открыть на собственные средства церковноприходскую школу, а затем ремесленное училище для детей православного вероисповедания всех сословий, а также устроить при училище приют для 20 мальчиков-сирот от 7 до 11 лет, проживающих на Оружейной стороне (в Заречье).
Со временем архиепископ Сергий намеревался построить при благотворительном комплексе церковь. После же его смерти и выстроенные им здания, и размещенные в них заведения он передавал в собственность города, оставляя на содержание заведений соответствующий денежный капитал. Осуществлять всё задуманное архиепископ Сергий уполномочил протоиерея тульской Георгиевской церкви, что на Ржавце, Михаила Александровича Рождественского. Дума единогласно постановила удовлетворить пожелания высокопреосвященного Сергия и принести ему от всего городского общества искреннюю благодарность.

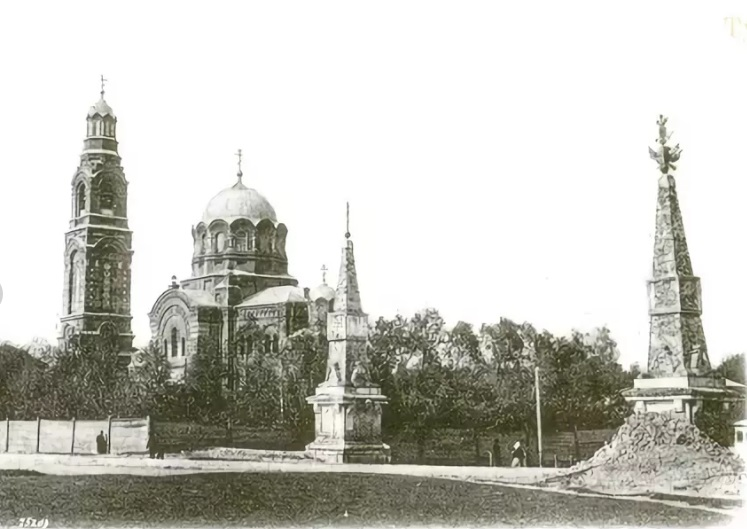
Фото начала XX века

Тут же осенью 1891 года была огорожена земля под строительство, началась заготовка стройматериалов. В 1892 году возведены два двухэтажных здания, в 1893 году произведена их внутренняя отделка. В нижнем этаже северного корпуса разместилась церковноприходская школа, рассчитанная более чем на 70 учеников, верхний предназначался для учителей церковноприходской и ремесленной школ. В южном корпусе на первом этаже была ремесленная школа, на втором жили 20 сирот. Строительство обошлось в 35 тысяч рублей. Освящение сиропитательного заведения, как называл его высокопреосвященный Сергий, состоялось 27 сентября 1893 года.
Рядом с церковью возвышалась величественная колокольня, в которой располагалась большая библиотека, а также зал для духовных чтений и собеседований.
В ремесленном училище подростков обучали слесарному и токарному делу. Изделия учеников продавались. Три четверти вырученных денег шли на содержание училища, а четвёртая часть откладывалась в пользу мальчика, изготовившего изделие. Накопленная таким образом сумма выдавалась ученикам при выпуске из училища в 16-17 лет. Помимо церковноприходской школы для мальчиков, о которой рассказывалось выше, в 1897 году при храме была открыта церковноприходская школа для девочек. При приюте действовала лечебница имени Митрополита Сергия. В ней принимали не более 50 человек в день. Плата за консультацию врача или, как тогда говорили, «за совет» составляла 10 копеек. Неимущим больным советы и лекарства давались бесплатно.
9 августа 1915 года внутри храма с северной стороны был погребен почивший строитель и первый настоятель храма протоиерей Михаил Рождественский.

### Советское время
В апреле 1929 года президиум Зареченского райсовета постановил закрыть храм «ввиду острой нуждаемости в помещении для культурных нужд». Верующие выступили в его защиту. Л. М. Захарова в статье «Как гибли тульские храмы» пишет: «В госархиве сохранилось прошение жителей Заречья в горсовет оставить верующим Сергиевскую церковь. На нескольких листах его подписались 1304 туляка, указавшие свой возраст и домашний адрес. В основном это жители улицы Октябрьской. В другом прошении 184 жителя Куруловки просили не разбирать колокольню Сергиевской церкви, так как колокольный звон заменял им часы». Тем не менее, 16 февраля 1930 года президиум Мособлисполкома принял решение о закрытии храма. В его здании в разные времена размещались клуб домохозяек, табачный, военный, продовольственный и другие склады и даже, по словам старожилов, пересыльная тюрьма. Колокольня была снесена.
В 1980 году над бывшим храмом нависала опасность уничтожения. Он находился на центральной магистрали города, по которой должны были нести Олимпийский огонь на открытие Олимпиады-80 в Москве. Городские власти решили, что заброшенная церковь может вызвать недоумение и ненужные вопросы у зарубежных гостей, и задумались о её сносе. Но подсчитали, во что обойдется снос, и поняли, что слишком дорого. Дешевле оказалось немного облагородить храм внешне, что и было сделано.
В 1991 году здание храма было поставлено на госохрану в качестве памятника истории и культуры регионального значения.

### Возвращение епархии
15 августа 1991 года храм Сергия Радонежского передали Тульской епархии. 7 октября 1994 года на главный купол храма установлен крест. В 1995 году при храме было организовано Православное молодёжное движение. С 1997 года работают православная группа детского сада и отделение духовной музыки Зареченской школы искусств. Имеются видеотека и Православный кинозал.
При поддержке администрации Зареченского района вокруг территории храма была установлена красивая ограда, сделано освещение. Силами прихода и благотворителей построены водосвятная часовня, звонница, устроен нижний храм-крещальня.
В 1998 году — в год своего столетия — Сергиевский храм был освящен. В подвальном помещении находится придел в честь Преподобного Серафима Саровского .

## Духовенство
- Настоятель храма — протоиерей Вячеслав Ковалевский
- Протоиерей Алексий Антонов
- Протоиерей Владимир Пынько
- Протоиерей Павел Островский
- Иерей Андрей Еренков
- Протодиакон Александр Милянцев[3]